# Tadeusz Puszczyński

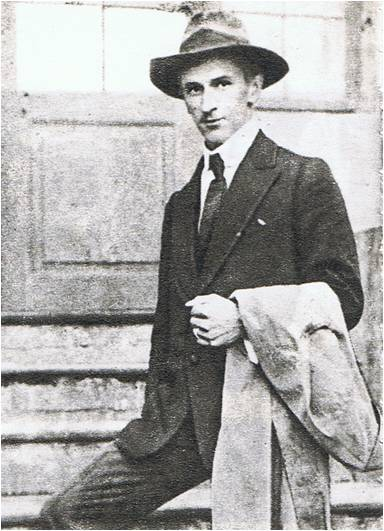
Tadeusz Puszczyński jako „Konrad Wawelberg” w 1921

Tadeusz Puszczyński, ps. „Zapała”, „Konrad”, „Konrad Wawelberg” (ur. 10 lipca 1895 w Piotrkowie Trybunalskim, zm. 24 lutego 1939 w Warszawie) – podpułkownik dyplomowany piechoty Wojska Polskiego, uczestnik III powstania śląskiego, dowódca „Grupy Wawelberga” prowadzącej działania specjalne, kawaler Orderu Virtuti Militari.

## Życiorys
Syn dzierżawcy majątków ziemskich Władysława i Pelagii z Ochlewskich. Początkowo uczył się w gimnazjum rządowym, a po strajku szkolnym w prywatnym gimnazjum polskim w Piotrkowie Trybunalskim, gdzie był przyjacielem Zygmunta Zaremby, Tadeusza Żarskiego i Stefana Roweckiego. Od 1910 był członkiem Związku Młodzieży Postępowo-Niepodległościowej „Filarecja”. Był jednym z kierowników organizacji pod pseudonimem „Zapała”. W 1912 w związku z nielegalną działalnością był aresztowany i osadzony w więzieniu na dziewięć miesięcy. Po uwolnieniu za kaucją przeniósł się do Białej Cerkwi, gdzie złożył egzamin maturalny, a stamtąd zagrożony ponownym aresztowaniem wyjechał w 1914 do Krakowa na dalsze studia. Od 1913 był członkiem Polskiej Partii Socjalistycznej. Równocześnie wstąpił do „Strzelca”, gdzie ukończył kurs podoficerski.
Od sierpnia 1914 był żołnierzem IV batalionu I Brygady Legionów Polskich pod dowództwem Tadeusza Furgalskiego „Wyrwa”. Dowodził plutonem w bitwach pod Brzegami, Ksanami, Czarnkową i Winiarami. w Jakubowicach został mianowany sierżantem. Od maja 1915 z powodu stanu zdrowia został przydzielony do Departamentu Wojskowego Naczelnego Komitetu Narodowego, działając w powiecie radomszczańskim jako zastępca oficera werbunkowego.
W tym samym czasie, od listopada 1915 został komendantem obwodu Polskiej Organizacji Wojskowej w Okręgu Kieleckim. Po przejściu do działalności nielegalnej w grudniu 1915 jako „Konrad” był do marca 1916 zastępcą komendanta Okręgu Piotrkowskiego, i od maja 1916 do marca 1917 zastępcą komendanta Okręgu Kieleckiego POW. Kierował m.in. wyszkoleniem bojowym prowadząc kursy i szkoły wojskowe w Kielcach, Busku Zdroju i Miechowie. Jednocześnie wspomagał tworzenie struktur lewicy niepodległościowej.
Od marca 1917 został dowódcą Okręgu Radomskiego. W maju 1918 został komendantem lotnych oddziałów bojowych na okupacje austriacką, zaś od 8 października 1918 szefem sztabu Komendy Naczelnej IV POW w Lublinie, zaś 4 listopada 1918 objął po ppłk. Stanisławie Burhardt-Bukackim Komendę Naczelną POW na okupację austriacką.
Od 7 listopada 1918 w Wojsku Polskim, podlegając bezpośrednio ministrowi spraw wojskowych Tymczasowego Rządu Ludowego Republiki Polskiej gen. por. Edwardowi Śmigłemu-Rydzowi. W listopadzie otrzymał awans na porucznika.
Od stycznia 1919 dowodził Okręgiem Radomskim Milicji Ludowej, a następnie od kwietnia 1919 był dowódcą kompanii i VIII batalionu strzelców Milicji Ludowej, wcielony w lipcu 1919 do Białostockiego Pułku Piechoty (późniejszy 79 pułk piechoty). Był ranny w bitwie pod Rzuchowicami.
W czasie I powstania śląskiego był obserwatorem z ramienia Ministerstwa Spraw Wojskowych. Od kwietnia 1920 kierował Wydziałem Plebiscytowym dla Górnego Śląska. Od sierpnia 1920 był członkiem Polskiej Organizacji Wojskowej Górnego Śląska. Jednocześnie od 1921 kierował referatem I (Techniki wywiadu) Oddziału II Sztabu Generalnego WP. 19 stycznia 1921 został zatwierdzony w stopniu kapitana z dniem 1 kwietnia 1920, w piechocie, w grupie oficerów byłych Legionów Polskich.
Dowodził grupą dywersyjną (Grupa Destrukcyjna Wawelberga) zorganizowanej przez II Oddział Sztabu Generalnego Wojska Polskiego, działającej na rzecz III powstania śląskiego. 1 kwietnia 1921 Puszczyński zameldował się hotelu „Deutsche Haus” w Strzelcach Opolskich jako kupiec drzewny Konrad Wawelberg. W jego apartamencie często przebywali ludzie podający się za pośredników handlowych. W rzeczywistości byli to łącznicy oddziałów komandosów, które po wcześniejszym przeszkoleniu zostały rozlokowane w zakonspirowanych placówkach od Praszki i Kluczborka, po Opawę, Prudnik i Rybnik. 1 maja do hotelu przybył łącznik z rozkazem wykonania akcji „Mosty”. Następnego dnia Puszczyński wyjechał do Opola, by osobiście nadzorować akcję wysadzania mostów kolejowych w Szczepanowicach i Czarnowąsach. Wysadzenie mostów było sygnałem do rozpoczęcia powstania.
W czasach II Rzeczypospolitej w okresie 1922–1927 był oficerem Sztabu Generalnego WP. W 1929 ukończył Wyższą Szkołę Wojenną, następnie był wykładowcą w szkole i dowódcą batalionu w 65 pułku piechoty. 20 września 1930 roku ogłoszono jego przeniesienie do Dowództwa 12 Dywizji Piechoty w Tarnopolu na stanowisko szefa sztabu.
23 marca 1932 został przeniesiony do Korpusu Ochrony Pogranicza na stanowisko szefa sztabu. 17 września 1936 został mianowany dowódcą Pułku KOP „Sarny”. 4 października 1936 objął obowiązki dowódcy pułku. Od 1 listopada 1936 do 15 marca 1937 dowodził w zastępstwie Brygadą KOP „Polesie”. 16 marca 1937 został dowódcą Pułku KOP „Snów”. 14 listopada 1938 powrócił do Dowództwa KOP w Warszawie na stanowisko szefa sztabu. Ciężko chory ostatni rok spędził w szpitalu. Zmarł 24 lutego 1939 w Warszawie na nowotwór mózgu. Pośmiertnie awansowany do stopnia pułkownika. Pochowany 27 lutego 1939 na Cmentarzu Wojskowym na Powązkach (kwatera B5-1-4).

## Ordery i odznaczenia
- Krzyż Srebrny Orderu Wojskowego Virtuti Militari nr 7800 – 27 czerwca 1922[13][14]
- Krzyż Niepodległości z Mieczami – 20 stycznia 1931 „za pracę w dziele odzyskania niepodległości”[15][16]
- Krzyż Kawalerski Orderu Odrodzenia Polski – 2 maja 1922[17][18]
- Krzyż Walecznych czterokrotnie[19]
- Złoty Krzyż Zasługi – 16 marca 1934 „za zasługi na polu wyszkolenia i organizacji wojska”[20]
- Srebrny Krzyż Zasługi – 3 sierpnia 1928 „za zasługi na polu bezpieczeństwa Państwa”[21]
- Krzyż na Śląskiej Wstędze Waleczności i Zasługi I klasy
- Srebrny Wawrzyn Akademicki – 5 listopada 1938 „za szerzenie zamiłowania do literatury polskiej i krzewienia czytelnictwa w wojsku”[22]
- Odznaka „Za wierną służbę”
- Odznaka Sztabu Generalnego

## Upamiętnienie
Od 2019 roku Tadeusz Puszczyński jest patronem 13 Śląskiej Brygady Obrony Terytorialnej.